# Arylgruppe
Eine Arylgruppe (abgekürzt: Ar) ist ein organisch-chemischer Rest mit einem aromatischen Grundgerüst. Aryl ist somit die allgemeine Bezeichnung für eine einwertige Atomgruppe, die sich von aromatischen Kohlenwasserstoffen durch Entzug eines an den Ring gebundenen Wasserstoffatoms ableiten. Die meisten Arylreste leiten sich vom Benzol (C6H6) ab, die einfachste Arylgruppe ist die Phenylgruppe (Ph), (–C6H5). Arylreste können entweder als Fragment eines Moleküls (siehe Tabelle) oder als instabiles freies Radikal auftreten.
Aryl-Kationen entstehen als reaktionsfreudige Zwischenprodukte bei der Stickstoffabspaltung aus Aryl-Diazoniumsalzen, beim sogenannten Verkochen von Aryl-Diazoniumsalzen bilden sich aromatische Alkohole (z. B. Phenole).  Aryl-Anionen treten ebenso als reaktive Zwischenprodukte in organischen Synthesen auf und sind stabiler als Aryl-Kationen.
| Aryl-Rest          | Name                     | Strukturformel | Bemerkungen              |
| ------------------ | ------------------------ | -------------- | ------------------------ |
| Phenyl-Rest        | Toluol                   |                | Phenyl-Rest: blau        |
| Phenyl-Rest        | Phenol                   |                | Phenyl-Rest: blau        |
| Phenyl-Rest        | Benzoesäure              |                | Phenyl-Rest: blau        |
| 1-Naphthyl-Rest    | 1-Naphthol               |                | 1-Naphthyl-Rest: blau    |
| 2-Naphthyl-Rest    | 2-Naphthylamin           |                | 2-Naphthyl-Rest: blau    |
| 9-Anthryl-Rest     | 9-Anthracencarbaldehyd   |                | 9-Anthryl-Rest: blau     |
| 9-Phenanthryl-Rest | Phenanthren-9-boronsäure |                | 9-Phenanthryl-Rest: blau |

Die Bezeichnung Arylgruppe wird vor allem dann verwendet, wenn man allgemein formuliert und nicht genauer spezifizieren will, um welche aromatische Gruppe es sich handelt.
Im Gegensatz zu Arylgruppen wird der Begriff Alkylgruppen verwendet, um einen Rest zu bezeichnen, der nicht aromatisch ist. Es gibt auch Kombinationen aus Alkylresten und Arylresten, ein Beispiel ist der Benzylrest [–CH2–C6H5], der sich vom Toluol ableitet durch Abspaltung eines Wasserstoffatoms der Methylgruppe.
Als Biaryle (nicht: Diaryle) bezeichnet man Verbindungen, bei denen zwei Arylgruppen über eine Einfachbindung miteinander verknüpft sind. Das einfachste Biaryl ist Biphenyl.